# Бронники (Ровненская область)
Бро́нники (укр. Бронники) — село в Городокской сельской общине Ровненского района Ровненской области Украины.
Население по переписи 2001 года составляло 882 человека. Почтовый индекс — 35330. Телефонный код — 362. Код КОАТУУ — 5624681101.